# Chlorofylline
Chlorofylline is een van chlorofyl afgeleid semisynthetisch voedingsadditief met als brutoformule C34H31CuN4Na3O6. Chlorofylline is een goed in water oplosbare verbinding (in tegenstelling tot chlorofyl) en heeft het E-nummer E140 en als koperzout E141. Het wordt aangewend als groene kleurstof.
Omdat chlorofyl zelf niet oplosbaar is in water, zal het vrijwel geen mutagene verbindingen aan zich binden. Chlorofylline is wel wateroplosbaar en kan mutagene stoffen, zoals benzo[a]pyreen, wel binden. Deze binding verloopt bij chlorofylline ongeveer 20 keer beter dan bij resveratrol en 1000 keer beter dan bij xanthines. Daardoor kan chlorofylline in zekere zin als een preventief middel tegen kanker gebruikt worden.